# Mein Gott, wie lang, ach lange?

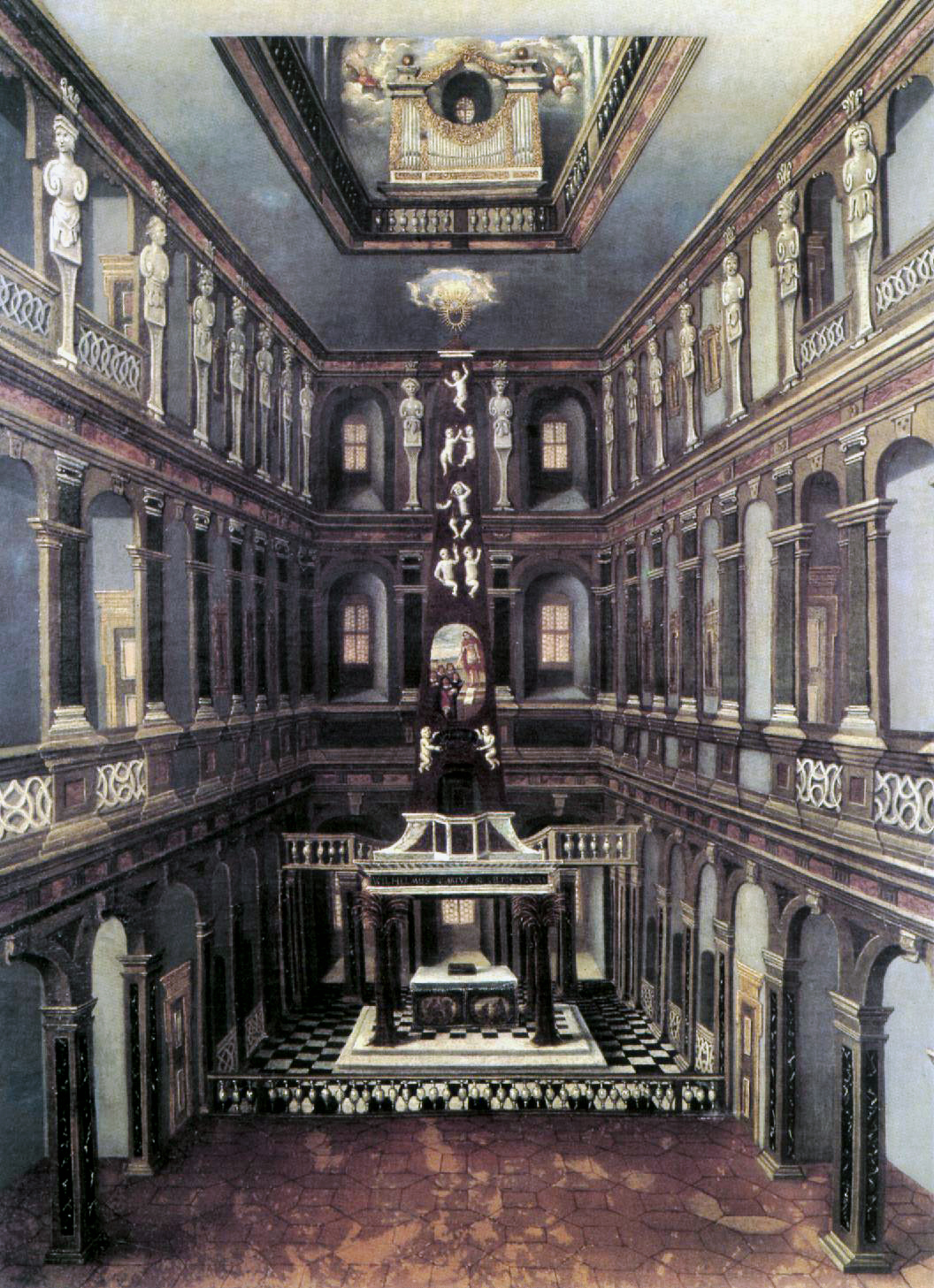
Chapelle ducale de Weimar

Mein Gott, wie lang, ach lange ? (Mon Dieu, combien de temps, ah, combien de temps ?) (BWV 155), est une cantate religieuse de Johann Sebastian Bach composée à Weimar en 1716.

## Histoire et livret
En tant que maître de musique du prince Johann Ernst de Saxe-Weimar, Bach était tenu de diriger une cantate religieuse tous les mois. Il composa celle-ci pour le second dimanche après l'Épiphanie et la dirigea le 19 janvier 1716 dans la chapelle ducale. Pour cette destination liturgique, deux autres cantates ont franchi le seuil de la postérité : les BWV 3 et 13. 
Les lectures prescrites pour ce jour étaient Rom. 12 :6–16 et Jean 2:1-11, les noces de Cana. Le texte de la cantate est du poète de cour Salomon Franck et fut publié dans les « Evangelisches Andachts-Opffer » en 1715. Franck développe une idée tirée de l'Évangile : Jésus est encore caché mais l'âme peut avoir confiance qu'il apparaîtra le moment venu. Le poète recourt aux image du vin pour faire allusion au miracle qui eut lieu lors du mariage, tel Der Tränen Maß wird stets voll eingeschenket, der Freuden Wein gebricht. Le choral final est la douzième strophe du Es ist das Heil uns kommen her de Paul Speratus.
Bach dirigea de nouveau la cantate dans une version révisée durant sa première année à Leipzig le 16 janvier 1724.

## Structure et instrumentation
Comme pour d'autres cantates de Weimar, celle-ci est écrite pour un petit ensemble comprenant un basson obligé, deux violons, alto et basse continue avec quatre voix solistes (soprano, alto, ténor, basse) et un chœur à quatre voix pour le choral si besoin est.
Il y a cinq mouvements :
1. récitatif (soprano) : Mein Gott, wie lang, ach lange
2. aria (alto, ténor) : Du mußt glauben, du mußt hoffen
3. récitatif (basse) : So sei, o Seele, sei zufrieden
4. aria (soprano) : Wirf, mein Herze, wirf dich noch
5. choral : Ob sich's anließ, als wollt er nicht

## Musique
Le récitatif d'ouverture qui évoque l'impatience de l'attente, s'étend de façon expressive sur une lancinante pédale de plus de 11 mesures. La basse intervient seulement sur les mots der Freuden Wein gebricht mentionnant « la joie » (l'absence de joie en fait), pour retomber sur le final Mir sinkt fast alle Zuversicht (presque toute ma confiance est épuisée). Dans le duo suivant, un inhabituel basson obligé joue de virtuose figurations dans un large registre de deux octaves et demi, alors que les voix chantent ensemble, en homophonie la plupart du temps.
Le troisième mouvement exprime des mots de consolation. Bach charge la voix de basse de les dire en tant que Vox Christi (voix du Christ), presque comme un arioso sur les mots Damit sein Gnadenlicht dir desto lieblicher erscheine. Dans l'aria finale, des rythmes vivement ponctués des cordes - et plus tard de la voix - soulignent Wirf, mein Herze, wirf dich noch in des Höchsten Liebesarme, apparaissant même plusieurs fois dans le continuo, tandis que les cordes se reposent sur de longs accords. L'air d'un choral de Pâques du XVe siècle clôt la cantate dans un arrangement en quatre parties.

## Sources
- Gilles Cantagrel, Les cantates de J.-S. Bach, Paris, Fayard, mars 2010, 1665 p.  (ISBN 978-2-213-64434-9)

- (en) Cet article est partiellement ou en totalité issu de l’article de Wikipédia en anglais intitulé « Mein Gott, wie lang, ach lange? BWV 155 » (voir la liste des auteurs).